# Chen Gong
Chen Gong (falecido a 7 de fevereiro de 199),nome de cortesia Gongtai, foi um conselheiro do senhor da guerra Lü Bu no final da dinastia Han Oriental da China. No entanto, ele começou sua carreira com outro senhor da guerra, Cao Cao, antes de desertar para Lü Bu. Ele foi executado junto com Lü Bu depois de Cao Cao derrotar Lü Bu na Batalha de Xiapi.

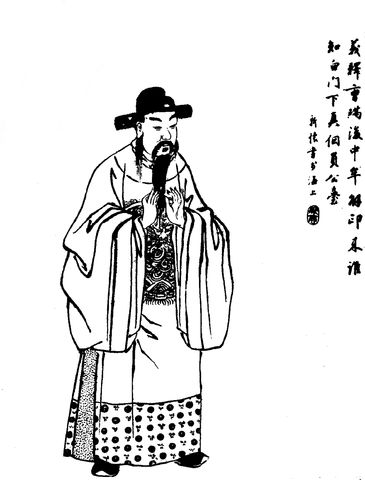
Ilustração de Chen Gong do período da Dinastia Qing

### No Romance dos Três Reinos
Chen Gong recebeu uma reformulação positiva no romance histórico do século 14, Romance dos Três Reinos, que romantiza os eventos antes e durante o período dos Três Reinos. No romance, Chen Gong inicialmente ocupou o cargo de magistrado menor sob o governo Han, mas desistiu de seu emprego depois de decidir seguir Cao Cao, que estava então em fuga após tentar assassinar Dong Zhuo, um senhor da guerra tirânico que mantinha refém o imperador. No entanto, depois de testemunhar Cao Cao matando Lü Boshe, ele secretamente deixou Cao Cao e acabou por se juntar a Lü Bu. O seu destino final no romance é semelhante ao que teve na história.
- Romance dos Três Reinos, de  Luo Guanzhong
- Registos dos Três Reinos, de Chen Shou